# Boneloc-sagen
Boneloc-sagen refererer til den erstatningssag, som blev rejst om erstatning til de over 3.300 mennesker som mellem 1990 og 1995 blev hofteopereret ved brug af Boneloc.
På et tidspunkt erkendte Sundhedsstyrelsen at Boneloc, som er en knoglecement, ikke var stabil nok.
Efter at sagen blev rejst nedsattes en kommission (med Lars Nordskov Nielsen som formand). Resultatet var en stærk kritik af Sundhedsstyrelsen for at have svigtet sin tilsynspligt.
Hofteklubben ved Amager Hospital udviklede sig til Patientforeningen Danmark.
| Jura | Spire Denne juraartikel er en spire som bør udbygges. Du er velkommen til at hjælpe Wikipedia ved at udvide den. |